# Порт Марса-Брега
Порт Марса-Брега – лівійський порт узбережжі Середземного моря, розташований неподалік від міста Брега. 
Порт почав свою роботу в 1961 році як термінал для експорту нафти, поданої по трубопроводу Нассер – Марса-Брега. В подальшому він отримав змогу приймати супертанкери за допомогою винесених в море завантажувальних систем типу SPM (Single point mooring, одношвартовочні), при цьому саме в Марса-Брезі у 1969-му була змонтована перша в світі завантажувальна система підтипу SALM (Single Anchor Leg Mooring). В 1984 та 1985 роках в районі з глибиною моря 45 метрів змонтували дві підсистеми типу CALM (Catenary Anchor Leg Mooring), призначені для обслуговування танкерів дедвейтом до 300 тисяч тонн. Також можливо відзначити, що станом на 2023-й рік в роботі знаходився лише один швартовочно-завантажувальний вузол для супертанкерів.
Крім того, порт має численні причали, розміщені у внутрішній гавані з площею акваторії 3 км2, яку захищають два хвилелеами завдовжки біля 0,7 км кожен. Глибина біля причалів коливається досягає 12 метрів, а максимальна довжина суден становить 183 метра. Через Марса-Брегу перевалювали чи перевалюють такі вантажі як:
- зріджений природний газ заводу Брега ЗПГ (став до ладу в 1970-му та зупинений в 2011-му);   
- конденсат, що може надходити по трубопроводу 91,5 км – Марса-Брега;
- нафтопродукти місцевого нафтопереробного заводу (втім, потужність останнього вельми незначна та не перевищує 10 тисяч барелів на добу);
- аміак та сечовину від заводу азотної хімії (перша лінія введена у 1978-му);
- продукцію заводу метанолу (став до ладу в 1977-му);
- сульфатну кислоту.
Також порт може перевалювати генеральні вантажі і провадити вантажні операції методом ро-ро. 
Резервуарний парк порту розрахований на зберігання 6,2 млн барелів, переважно нафти.